# Остин, Родольф
Родольф Уильям Остин (англ. Rodolph William Austin; 1 июня 1985, Кларендон, Ямайка) — ямайский футболист, выступающий на позиции полузащитника в составе футбольного клуба «Эсбьерг» и сборной Ямайки.

## Клубная карьера

### В Ямайке
Остин начал свою футбольную карьеру в ямайском клубе «Портмор Юнайтед». В составе этой команды он дважды становился чемпионом Ямайки по футболу, выигрывал Клубный чемпионат Карибского футбольного союза и в итоге попал на карандаш скаутов «Сток Сити», но этот переход не состоялся, поскольку футболист не получил разрешение на работу в Англии. «Сток» решил подождать, пока игрок наберет необходимое количество матчей за сборную, и заключил трехстороннее соглашение с «Портмором» и норвежским «Бранном», которое оставляло за англичанами приоритетное право выкупа.

### Бранн
В итоге «Сток» не стал выкупать трансфер Остина, а вот «Бранн» сделал это. Игрок сборной Ямайки показывал зрелую игру в центре поля и интерес со стороны клубов из более сильных чемпионатов был лишь вопросом времени. В январе 2011 года Нил Уорнок, будучи менеджером «КПР», предпринял первую попытку переманить игрока к себе в команду. Остин приехал на просмотр, принял участие в нескольких тренировках с командой, но «КПР» и «Бранн» не сошлись в цене.

### Лидс Юнайтед
Вторую попытку приобрести ямайца Уорнок предпринял, уже будучи менеджером «Лидс Юнайтед». Летом 2012 началась глобальная перестройка команды, и Остин должен был стать системообразующим игроком и заменить проданного в «Хаддерсфилд Таун» Адама Клейтона. В итоге «Бранн» принял трансферное предложение «Лидса». Позже Остин признался, что сам хотел перейти в клуб из Йоркшира, а на его решение непосредственно повлиял экс-игрок белых Эрик Бакке.
23 июля клубы официально объявили о переходе Остина. Игрок дебютировал за «Лидс» 11 августа 2012 года в первом матче сезона против «Шрюсбери», а в матче следующей стадии Кубка Английской Лиги забил свой первый гол за «Юнайтед». В сентябре 2012 в матче 3 раунда Кубка Лиги забил гол и помог своей команде выбить из розыгрыша трофея клуб Премьер-Лиги Эвертон. В октябре 2012 в матче сборных получил незначительную травму и был вынужден пропустить несколько матчей Чемпионшипа. В ноябре того же года в матче против «Уотфорда» получил тяжелую травму и оставил команду доигрывать тот матч вдевятером (так как Джейсон Пирс был уже удалён, а все замены в матче были уже сделаны). Вечером того же дня был доставлен в местный госпиталь с подозрением на перелом ноги. Сделанные обследования опровергли перелом, но подтвердили не менее тяжелую травму — несколько трещин в кости ноги. От травмы ямаец восстанавливался всего месяц, хотя даже самые смелые прогнозы врачей говорили как минимум о 2—3 месяцах вне игры.
26 декабря 2012 года в матче против «Ноттингем Форест» сыграл свой первый матч за «Лидс Юнайтед» после травмы и отметил этот матч голом в собственные ворота. Тот матч «Лидс» проиграл со счетом 4:2. 26 апреля 2013 года, в предпоследнем матче сезона против «Уотфорда» ударил соперника локтем и получил за это прямую красную карточку. Полученная трехматчевая дисквалификация за этот эпизод означала, что Родольф пропустит не только последний матч сезона 2012/13 годов, но и первые две игры сезона 2013/14. Всего в сезоне 2012/13 годов Остин сыграл за «Лидс» 31 матч и забил 4 гола.
Сезон 2013/14 Родольф начал, отбыв 2-хматчевую дисквалификацию, выведя в матче второго тура Чемпиошипа команду на выездной матч против клуба «Лестер Сити» в роли нового клубного капитана.
После сезона 2014/15 «Лидс» не стал продлевать контракт Остином. Летом 2015 года Родольф согласовал трёхлетний контракт с «Шеффилд Уэнсдей», но сделка была отменена в связи с тем, что по новым правилам Футбольной ассоциации футболист не из Европейского союза, представляющий страну, находившуюся вне топ-50 рейтинга ФИФА, в предыдущие два года не имеет право выступать в Англии.

### Брондбю
После того как Остин не смог получить разрешения на работу в Англии, он подписал двухлетний контракт с клубом датской высшей лиги «Брондбю».

## Карьера в сборной
Остин принимал участие в матчах различных молодёжных сборных Ямайки и с 2004 года выступают за главную сборную своей страны. Он был признан самым ценным игроком Карибского Кубка. Вместе со сборной Остин дважды выигрывал Карибский Кубок: в 2008 и 2010 годах. Также Родольф является автором исторического гола, который помог сборной Ямайке впервые в истории одолеть сборную США 7 сентября 2012 года.